# Urfa biber

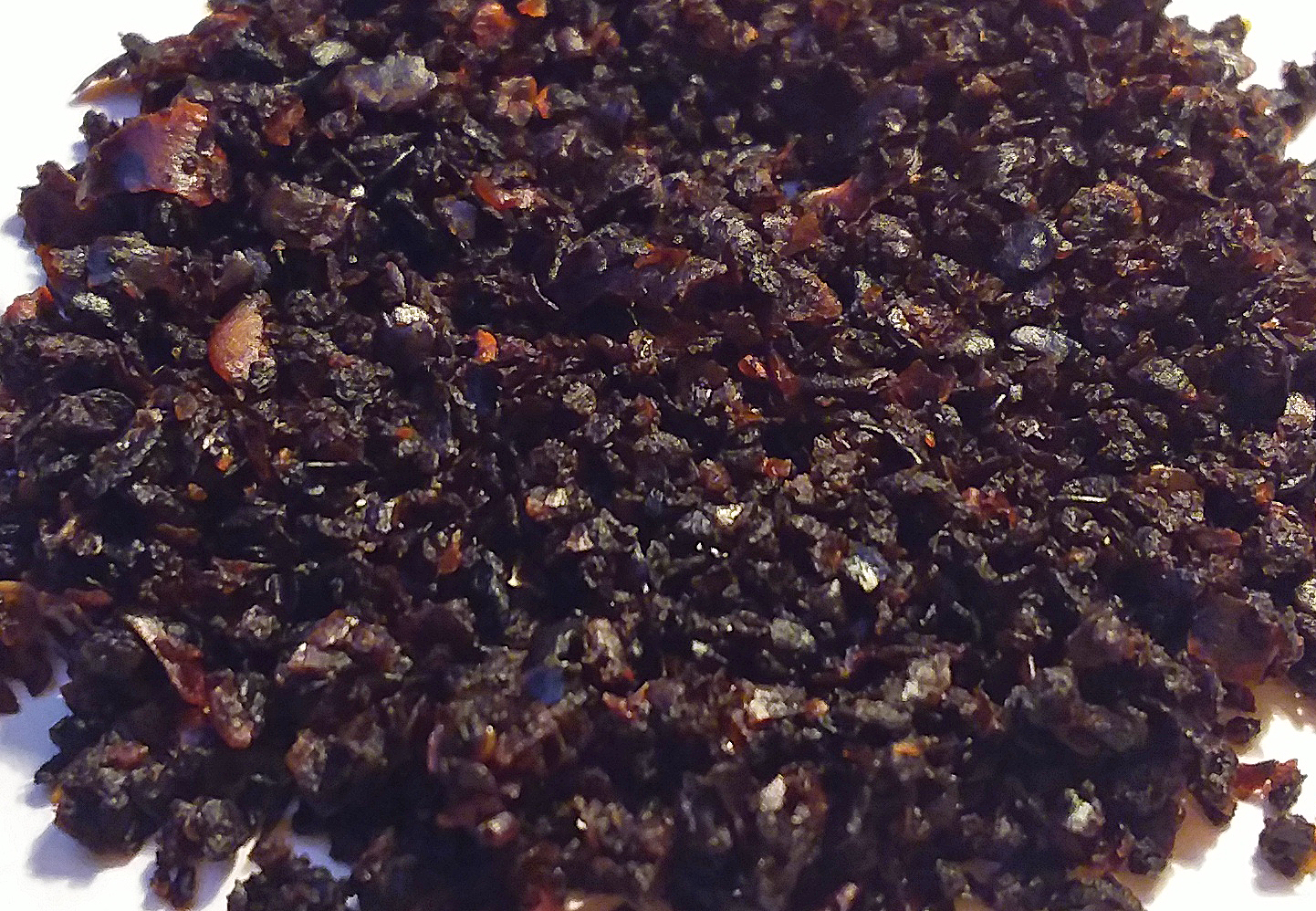
Getrocknete Flocken des Isot-Chilis

Urfa biber, auch als Isot-Chili bekannt, ist ein getrockneter, türkischer Chili-Pfeffer. Es handelt sich um die Sorte Capsicum annuum, die in der Urfa-Region der Türkei angebaut wird. Der Geschmack des Endprodukts wird oft als „rauchig“ und „rosinenartig“ beschrieben. Grundsätzlich handelt es sich bei Urfa biber um eine gewöhnliche Chili-Schote, die so lange reift, bis sie eine kastanienbraune Färbung annimmt. 
Nach der Ernte unterliegt sie einem zweistufigen Prozess. Tagsüber werden die Schoten in der Sonne getrocknet, während sie nachts gründlich eingepackt werden. Dieser nächtliche Vorgang wird als Schwitzen bezeichnet, bei dem die tagsüber angetrockneten Schoten wieder etwas Feuchtigkeit ziehen. Durch diesen Fermentierungsprozess bekommen die Schoten eine dunkelpurpurne bis fast schwarze Farbe. Urfa biber gilt als nicht ganz so aromatisch wie andere Chili-Sorten, liefert jedoch einen länger anhaltenden Schärfeeindruck.
Auf der Scoville-Skala wird die Schärfe zwischen 30.000 und 50.000 SHU (Scoville heat units) angegeben. Traditionell wird Urfa biber in der Türkei Fleischgerichten und anderen herzhaften Speisen hinzugefügt.